# Oltchim
Oltchim ist ein rumänisches Chemieunternehmen mit Firmensitz in Râmnicu Vâlcea.
Das Unternehmen wurde 1966 unter dem Firmennamen Combinatul Chimic Rámnicu Vâlcea gegründet. 1990 wurde das bis dahin staatseigene Unternehmen in eine joint-stock Unternehmen umgewandelt und erhielt den Namen Oltchim. Die wichtigsten Produkte sind verschiedene Polymere, Natriumhydroxid und organische Verbindungen.
Der rumänische Staat hält eine Mehrheitsbeteiligung von 54,8 % an dem Unternehmen. 2001 und 2012 scheiterte eine Privatisierung. Im Januar 2013 wurde Oltchim für zahlungsunfähig erklärt und die Behörde für die Verwaltung staatlicher Vermögenswerte (AAAS) übernahm.